# Grigori Perelman
Grigori Yakovlevich Perelman (em russo:  Григорий Яковлевич; Перельман, transliteração Grigori Iakovlevič Perel'man; Leningrado, 13 de junho de 1966) é um matemático russo, conhecido por ter apresentado uma demonstração da conjectura da Geometrização de Thurston, que tem como um caso particular a Conjectura de Poincaré, que era um dos sete maiores problemas da Matemática. Como esta foi apresentada quando tinha menos de 40 anos, Perelman tornou-se um forte candidato a receber uma Medalha Fields. Para além disso, sua demonstração foi confirmada e lhe valeu um dos Prémios Clay.
Em 22 de Agosto de 2006, no Congresso Internacional de Matemáticos, realizado em Madri, Perelman foi contemplado com a Medalha Fields, tendo-a no entanto recusado.

## Infância e educação
Grigori Perelman nasceu em Leningrado, União Soviética (agora São Petersburgo, Rússia) em 13 de junho de 1966, de pais judeus, Yakov (que agora vive em Israel) e Lubov. O talento matemático de Grigori tornou-se aparente aos dez anos, e sua mãe o matriculou no programa de treinamento matemático pós-escolar de Sergei Rukshin.
Sua educação matemática teve prosseguimento na Escola Secundária de Leningrado, uma escola especializada em programas avançados de matemática e física. Grigori se destacou em todas as disciplinas, com exceção de educação física. Em 1982, como membro do time da União Soviética na Olimpíada Internacional de Matemática, uma competição internacional para estudantes do ensino médio, ele ganhou uma medalha de ouro, conseguindo pontuação máxima. No final dos anos 1980, Perelman recebeu o título "Candidate of Sciences" (o equivalente, no Brasil, para doutorado) na Escola de Matemática e Mecânica da Universidade Estadual de Leningrado, uma das principais universidades da antiga União Soviética. O título de sua dissertação é "Superfícies de sela em espaços euclidianos".
Após a graduação, Perelman começou a trabalhar no renomado Leningrad Department of Steklov Institute of Mathematics da Academia de Ciências da União Soviética, onde seus orientadores foram Aleksandr Aleksandrov e Yuri Burago. No início dos anos 1980 e início dos 1990, Perelman deteve cargos de pesquisa em várias universidades dos Estados Unidos. Em 1991 Perelman ganhou o Young Mathematician Prize da Sociedade Matemática de São Petersburgo pelo seu trabalho nos espaços de Aleksandrov de curvaturas limitadas por baixo. Em 1992, ele foi convidado para trabalhar no Instituto Courant de Ciências Matemáticas e Universidade Estadual de Nova Iorque (Stony Brook) onde começou a trabalhar com curvaturas de Ricci. Após provar a conjectura de Soul em 1994, ele foi convidado para fazer parte de muitas universidades prestigiadas dos Estados Unidos, incluindo Princeton e Stanford, mas rejeitou os pedidos e voltou para o Instituto de Steklov em São Petersburgo no verão de 1995 para um cargo de pesquisa.

## Conjectura de Poincaré
Grigori Perelman, no mês de março de 2010, foi reconhecido por resolver um dos sete desafios do milênio. O desafio criado pelo matemático francês Jules Henri Poincaré (1854-1912) estimou que, de forma simplificada, qualquer espaço tridimensional sem furos seria equivalente a uma esfera esticada.
Poincaré e os matemáticos que vieram depois acreditavam que a proposta estaria correta, mas não conseguiram uma prova algébrica sólida para elevar a conjectura à categoria de teorema.
A complexidade do assunto levou o Instituto de Matemática de Clay a incluir o problema entre os sete desafios do milênio. Para cada desafio que fosse solucionado, o instituto prometeu pagar um prêmio de 1 milhão de dólares.
Desde que foram divulgadas na internet em publicações especializadas, as demonstrações de Perelman nunca foram refutadas. Em 24 de março de 2010 Grigori Perelman se recusou, pela segunda vez, a receber o prêmio de 1 milhão de dólares. Em certa ocasião teria dito:
| “ | A monetização do êxito é o máximo insulto à matemática. | ” |

## Vida pessoal
Perelman tem uma irmã mais nova, Elena, que também é uma cientista. Ela recebeu seu doutorado pelo Instituto de Ciência Weizmann em Israel e é uma bioestatística do Instituto Karolinska, em Estocolmo, na Suécia.

## Lista de publicações completa
Dissertação
- Перельман, Григорий Яковлевич (1990). Седловые поверхности в евклидовых пространствах [Saddle surfaces in Euclidean spaces] (em russo). [S.l.]: Saint Petersburg State University (Ленинградский государственный университет). Автореф. дис. на соиск. учен. степ. канд. физ.-мат. наук.

Artigos de pesquisa
- Perelʹman, G.Ya. Realization of abstract k-skeletons as k-skeletons of intersections of convex polyhedra in R2k − 1. Questões geométricas na teoria de funções e conjuntos, 129–131, Kalinin. Gos. Univ., Kalinin, 1985.
- Polikanova, I.V.; Perelʹman, G.Ya. A remark on Helly's theorem. Sibirsk. Mat. Zh. 27 (1986), no. 5, 191–194, 207.
- Perelʹman, G.Ya. On the k-radii of a convex body. Sibirsk. Mat. Zh. 28 (1987), no. 4, 185–186.
- Perelʹman, G.Ya. Polyhedral saddle surfaces. Ukrain. Geom. Sb. No. 31 (1988), 100–108. Tradução para o inglês em J. Soviet Math. 54 (1991), no. 1, 735–740.
- Perelʹman, G.Ya. An example of a complete saddle surface in R4 with Gaussian curvature bounded away from zero. Ukrain. Geom. Sb. No. 32 (1989), 99–102. Tradução para o inglês em J. Soviet Math. 59 (1992), no. 2, 760–762.
- Burago, Yu.; Gromov, M.; Perelʹman, G. A.D. Aleksandrov spaces with curvatures bounded below. Uspekhi Mat. Nauk 47 (1992), no. 2(284), 3–51, 222. Tradução para o inglês em Russian Math. Surveys 47 (1992), no. 2, 1–58. doi:10.1070/RM1992v047n02ABEH000877
- Perelʹman, G.Ya. Elements of Morse theory on Aleksandrov spaces. Algebra i Analiz 5 (1993), no. 1, 232–241. Tradução para o inglês em St. Petersburg Math. J. 5 (1994), no. 1, 205–213.
- Perelʹman, G.Ya.; Petrunin, A.M. Extremal subsets in Aleksandrov spaces and the generalized Liberman theorem. Algebra i Analiz 5 (1993), no. 1, 242–256. Tradução para o inglês em St. Petersburg Math. J. 5 (1994), no. 1, 215–227
- Perelman, G. A complete Riemannian manifold of positive Ricci curvature with Euclidean volume growth and nonunique asymptotic cone. Comparison geometry (Berkeley, CA, 1993–94), 165–166, Math. Sci. Res. Inst. Publ., 30, Cambridge Univ. Press, Cambridge, 1997.
- Perelman, G. Collapsing with no proper extremal subsets. Comparison geometry (Berkeley, CA, 1993–94), 149–155, Math. Sci. Res. Inst. Publ., 30, Cambridge Univ. Press, Cambridge, 1997.
- Perelman, G. Construction of manifolds of positive Ricci curvature with big volume and large Betti numbers. Geometria de comparação (Berkeley, CA, 1993–94), 157–163, Math. Sci. Res. Inst. Publ., 30, Cambridge Univ. Press, Cambridge, 1997.
- Perelman, G. Manifolds of positive Ricci curvature with almost maximal volume. J. Amer. Math. Soc. 7 (1994), no. 2, 299–305. doi:10.1090/S0894-0347-1994-1231690-7
- Perelman, G. Proof of the soul conjecture of Cheeger and Gromoll. J. Differential Geom. 40 (1994), no. 1, 209–212. doi:10.4310/jdg/1214455292
- Perelman, G. Spaces with curvature bounded below. Proceedings of the International Congress of Mathematicians, Vol. 1, 2 (Zürich, 1994), 517–525, Birkhäuser, Basel, 1995. doi:10.1007/978-3-0348-9078-6 45
- Perelman, G. A diameter sphere theorem for manifolds of positive Ricci curvature. Math. Z. 218 (1995), no. 4, 595–596. doi:10.1007/BF02571925
- Perelman, G. Widths of nonnegatively curved spaces. Geom. Funct. Anal. 5 (1995), no. 2, 445–463. doi:10.1007/BF01895675

Trabalho não publicado
- Perelman, G. Alexandrov's spaces with curvatures bounded from below II. (1991)
  - See also: Kapovitch, Vitali. Perelman's stability theorem. Surveys in differential geometry. Vol. XI, 103–136, Surv. Differ. Geom., 11, Int. Press, Somerville, MA, 2007. doi:10.4310/SDG.2006.v11.n1.a5
- Perelman, G.; Petrunin, A. Quasigeodesics and gradient curves in Alexandrov spaces. (1995)
- Perelman, G. DC structure on Alexandrov space.
- Perelman, Grisha (11 de novembro de 2002). «The entropy formula for the Ricci flow and its geometric applications». arXiv:math.DG/0211159
- Perelman, Grisha (10 de março de 2003). «Ricci flow with surgery on three-manifolds». arXiv:math.DG/0303109
- Perelman, Grisha (17 de julho de 2003). «Finite extinction time for the solutions to the Ricci flow on certain three-manifolds». arXiv:math.DG/0307245